# Карлгайнц Дешнер
Карлга́йнц Де́шнер (нім. Karl Heinrich Leopold Deschner; 23 травня 1924, Бамберг — 8 квітня 2014, Гасфурт) — німецький філософ, теолог, письменник, історик та критик християнства, член ПЕН-клубу.

## Біографія
Народився в Бамберзі. Батько — католик, мати перейшла з протестантизму до католицизму. Після початкової школи в Троссенфурті навчався у францисканському семінарі в Деттельбаху, потім — в гімназії в Бамберзі як учень інтернату кармелітів. Служив у німецької армії з 1942 до 1945 р. У 1947—1951 роках вивчав германістику, історію, філософію, теологію у Вищій філософсько-теологічній школі міста Бамберга, там же захистив докторську дисертацію про Ніколауса Ленау.
1951 року одружився з Елфі Тух, яка була розведеною. У подружжя народилося троє дітей. Католицька церква оголосила про відлучення від церкви подружжя Дешнер через їхній «недійсний зв'язок», адже Елфі Тух була розлучена. До епізоду з відлучення від церкви Дешнер не писав жодних критичних праць щодо релігії чи зокрема християнства.
На початку 1950-х років Дешнер займався літературними й філософськими дослідженнями. Га його світогляд мали вплив такі філософи як Фрідріх Ніцше, Іммануїл Кант та Артур Шопенгауер. 1956 року Дешнер опублікував свій перший роман «Ніч стоїть перед моїм домом» (нім. Die Nacht steht um mein Haus). 1957 року з'явилася його перша книга з критикою релігії «Що ви думаєте про Християнство» (нім. Was halten Sie vom Christentum?).
Того ж 1957 року Дешнер опублікував літературнокритичну працю «Кітч, умовність та мистецтво» (нім. Kitsch, Konvention und Kunst), а 1958 року вийшов його роман «Флоренція без сонця» (нім. Florenz ohne Sonne).
Опублікована 1962 року книга Дешнера «Знову кряче ворон» (нім. Abermals krähte der Hahn) вважається критиками релігії однією з фундаментальних праць з проблем взаємозв'язків релігії та суспільства. 1970 року Дешнер уклав з видавництвом Ровольт договір на проект багатотомного видання «Кримінальна історія християнства» (нім. Kriminalgeschichte des Christentums). Протое лише 1986 року був опублікований перший том серії. На 2014 рік видано 10 томів, в яких розглядаються події до 18 століття. Через проблеми зі здоров'ям Дешнер вирішив завершити свій проект на 10-ому томі.
Завдяки допомозі меценатів Герберта Штеффена, Альфреда Шварца та інших Дешнер з 1980-х років зміг присвятити себе виключно написанню багатотомної «Кримінальної історії християнства». Починаючи з 1988 року праці Дешнера зазнали дедалі ширшого визнання й були відзначені численними нагородами.
З 1951 р. — вільний письменник, жив у Гассфурті, завляв про себе як переконаного вегетаріанця.

## Рецепція
Праці Дешнера, присвячені критиці релігії, публікувалися великими накладами й були орієнтовані на широкий загал. Рецепція праць Дешнера була доволі контроверсійною. Представники релігійних кіл відкидали критику Дешнера. Якось Дешнер заявляв про свою мотивацію до написання «Кримінальної історії християнства»: 
|  | Я пишу з ворожості. Адже історія тих, кого я описую, зробила мене їхнім ворогом. Оригінальний текст (нім.) Ich schreibe aus Feindschaft. Denn die Geschichte derer, die ich beschreibe, hat mich zu ihrem Feind gemacht. |

 На це професор теології Георг Денцлер заявив, що «така мотивація ніколи не може бути основою для серйозної історичної праці».

Водночас праці Дешнера зібрали й чимало схвальних та прихильних коментарів навіть від представинкив церкви. Журналіст Арно Відман в рецензії на Кримінальну історію християнства написав: 
|  | У цій книзі є речення, які хочеться вивчити на пам'ять, аби ніколи не забути, якими є основи світу, що ми в ньому живемо Оригінальний текст (нім.) Es gibt Sätze in diesem Buch, die möchte man auswendig lernen, um niemals zu vergessen, welches die Grundlagen der Welt sind, in der wir leben. |

## Праці
- «Що ви думаєте про Християнство». 1957
- «Церква та фашизм». 1968
- «Маніпульована віра. Критика християнських догм» 1971
- «Церква не-святих» 1974
- «Хрест з Церквою. Сексуальна історія християнства» 1974
- «Фальшива віра» 1980
- «Чому я християнин, атеїст, агностик» 1977
- «Кримінальна історія християнства» (з 1986 року, видано 10 томів).